# Jürg Röthlisberger
Jürg Röthlisberger (* 2. Februar 1955) ist ein ehemaliger Schweizer Judoka und Olympiasieger. Er trägt den 6. Dan.
Er nahm zweimal an Olympischen Sommerspielen teil. 1976 bei den Spielen in Montreal trat er in der Gewichtsklasse Halbschwergewicht (bis 93 kg) an und konnte eine Bronzemedaille gewinnen.
Vier Jahre später bei den Olympischen Sommerspielen in Moskau, als es neu acht Gewichtsklassen gab, trat er im Mittelgewicht (bis 86 kg) an und gewann in dieser die Goldmedaille.